# Jutta Falke-Ischinger
Jutta Falke-Ischinger (* 1962 oder 1963) ist eine deutsche Publizistin und Journalistin.

## Studium und Wirken
Jutta Falke studierte Germanistik, Anglistik und Geschichte. Sie arbeitete für verschiedene Medien, unter anderem Die Welt und den Rheinischen Merkur, wo sie Politredakteurin und Leiterin des Hauptstadt-Büros war. Außerdem publizierte sie im Magazin Cicero, der FAZ und der ZEIT. Falke-Ischinger ist die Gründerin der Debatten-Plattform „Disput/Berlin!“. Sie ist erste Vorsitzende des Vereins „Leben Spenden e. V.“ Bündnis für Organspenden.
Falke-Ischinger ist die Ehefrau des Diplomaten Wolfgang Ischinger.

## Veröffentlichungen
- mit Ulrich Kaspar (Hrsg.): Politiker beschimpfen Politiker. Mit einem Nachwort von Heiner Geißler. Reclam, Leipzig 1998, ISBN 978-3-379-01617-9.
- Wo bitte geht’s zur Queen? Diplomatische Abenteuer in England und Amerika. Collection Rolf Heyne, München 2010, ISBN 978-3-89910-460-8.
- mit Daniel Goffart: Der Unbeugsame: Friedrich Merz, die Union und der Kampf um die Macht. LMV, München 2022, ISBN 978-3-78443-642-5.
  - Aktualisierte Neuauflage unter dem Titel Friedrich Merz. Die Biographie. LMV, München 2024, ISBN 978-3-7844-3736-1.